# Miss Brasil 2011
Miss Brasil 2011 foi a 57ª edição do tradicional concurso de beleza feminino de Miss Brasil, válido para a disputa de Miss Universo 2011. Esta edição foi realizada no dia vinte e três de julho no espaço de eventos "Tom Brasil" no estado de São Paulo. A mineira eleita Miss Brasil 2010, Débora Lyra coroou Priscila Machado do Rio Grande do Sul ao fim da competição. O concurso foi transmitido pela Band, sob a apresentação da Miss Brasil 1997 Nayla Micherif e da apresentadora Adriane Galisteu. O evento ainda contou com as atrações musicais embaladas por Diogo Nogueira e Marcelinho da Lua.

## Resultados

### Colocações
| Posição                 | Estado e Candidata |
| ----------------------- | --- |
| Vencedora               | - Rio Grande do Sul - Priscila Machado |
| 2º. Lugar               | - Bahia - Gabriella Rocha |
| 3º. Lugar               | - Acre - Danielle Knidel |
| 4º. Lugar               | - São Paulo - Rafaela Butareli |
| 5º. Lugar               | - Amazonas - Tammy Cavalcante |
| (TOP 10) Semifinalistas | - Distrito Federal - Alessandra Baldini - Espírito Santo - Marcela Granato - Mato Grosso - Jéssica Duarte - Mato Grosso do Sul - Raíza Vidal - Rio Grande do Norte - Daliane Menezes |
| (TOP 15) Semifinalistas | - Ceará - Anastácia Duarte - Minas Gerais - Izabella Drummond - Pará - Ana Paula Padilha - Paraná - Gabriela Pereira - Santa Catarina - Michelly Böhnen                              |

### Prêmios especiais
A candidata mais votada pela internet garantiu vaga no Top 15:
| Prêmio              | Estado e Candidata                    |
| ------------------- | ------------------------------------- |
| Miss Simpatia       | - Piauí - Renata Lustosa              |
| Miss Voto Popular   | - Santa Catarina - Michelly Böhnen    |
| Melhor Traje Típico | - Rio de Janeiro - Mariana Figueiredo |

### Ordem dos Anúncios
| 1. Paraná 2. Ceará 3. Minas Gerais 4. Mato Grosso do Sul 5. Mato Grosso 6. Espírito Santo 7. Distrito Federal 8. Pará 9. Bahia 10. Acre 11. Rio Grande do Norte 12. Rio Grande do Sul 13. Amazonas 14. São Paulo 15. Santa Catarina | 1. Mato Grosso do Sul 2. Distrito Federal 3. Espírito Santo 4. Amazonas 5. Rio Grande do Sul 6. Rio Grande do Norte 7. São Paulo 8. Acre 9. Bahia 10. Mato Grosso | 1. Bahia 2. São Paulo 3. Acre 4. Rio Grande do Sul 5. Amazonas |  |

## Resposta Final
Questionada pela pergunta final sobre o que ela gostaria de saber sobre o seu futuro, a vencedora respondeu:
| “ | O nosso futuro depende apenas de nós mesmos, então no fundo todos nós sabemos qual será o nosso futuro porque ele depende apenas das nossas ações hoje em dia. | ” |

Priscila Machado, Miss Rio Grande do Sul 2011.

## Jurados
Ajudaram a eleger a campeã:
1. Paulo Zulu, ator e modelo;
2. João Armentano, arquiteto;
3. Angelita Feijó, modelo e atriz;
4. Iara Coelho, Vice-Miss Brasil 2004;
5. Fernando Pires, designer de calçados;
6. Fernanda Motta, modelo e apresentadora;
7. Adriana Castro, diretora de marketing da Lux;
8. Boanerges Gaeta Jr, diretor executivo do Miss Brasil;
9. Cláudio Lobato, coordenador da Revista Caras;
10. Vanessa de Oliveira, empresária e modelo;
11. Marco Antônio de Biaggi, hair stylist;
12. Carina Beduschi, Miss Brasil 2005;
13. Robert Rey, cirurgião plástico;

## Candidatas
Disputaram o título este ano:
| - Acre - Danielle Knidel Soares - Alagoas - Stephanie Marques Carvalho - Amapá - Josiene de Jesus Modesto - Amazonas - Tammy Cavalcante Xavier Avelino - Bahia - Vanessa Gabriella Marcelino Rocha - Ceará - Anastácia Line Alves Duarte - Distrito Federal - Alessandra Gomes Faria Baldini - Espírito Santo - Marcela Lopes Granato - Goiás - Wiviany Ferreira de Oliveira - Maranhão - Nayanne Ferres Silva - Mato Grosso - Jessica Sthefanni Assunção Duarte - Mato Grosso do Sul - Raíza Machado Vidal - Minas Gerais - Izabela Drummond Braga - Pará - Ana Paula Henriques Padilha | - Paraíba - Priscilla Medeiros Durand Gomes - Paraná - Gabriela Cristina Pereira - Pernambuco - Leidyane Vasconcelos - Piauí - Renata Bruna Lustosa Mororó - Rio de Janeiro - Mariana Figueiredo Prata Pereira - Rio Grande do Norte - Daliane Menezes - Rio Grande do Sul - Priscila Machado - Rondônia - Aline Mendes Cabral - Roraima - Nel Anne Rodrigues de Souza - Santa Catarina - Michelly Francine Böhnen - São Paulo - Rafaela Gomes Butarelli - Sergipe - Danielle Alves Paes Santos - Tocantins - Jaqueline Ribeiro Verrel |

## Repercussão

### Transmissão dos estaduais
Apenas doze disputas estaduais foram televisionadas (ao vivo ou em forma de pré-gravados):
- Miss Amapá - TV Tucuju (Rede TV!)
- Miss Ceará - TV Diário (Independente)
- Miss Espírito Santo - TV Capixaba (Rede Bandeirantes)
- Miss Mato Grosso - TV Rondon (SBT)
- Miss Minas Gerais - Rede Bandeirantes
- Miss Pará - RBA TV (Rede Bandeirantes)
- Miss Paraíba - TV Tambaú (SBT)
- Miss Paraná - TV Maringá (Rede Bandeirantes)
- Miss Pernambuco - TV Clube (Rede Bandeirantes)
- Miss Piauí - TV Cidade Verde (SBT)
- Miss Rio de Janeiro - Band Rio
- Miss Rio Grande do Norte - TV Cabo Mossoró (Independente)
- Miss Rio Grande do Sul - Band Porto Alegre
- Miss Santa Catarina - TV Barriga Verde (Rede Bandeirantes)
- Miss São Paulo - Rede Bandeirantes

### Audiência
Exibido entre 22h25 e 00h39, o concurso obteve a sua pior audiência desde que passou a ser exibido pela Rede Bandeirantes em 2003: apenas 3 pontos de média com pico de 4.2 na prévia e de 5 no consolidado. Com esses números, a emissora (quarta colocada no horário), perdeu cerca de 58% de sua audiência desde então. Na faixa de horário, o certame perdeu audiência para a Rede Globo, Record e SBT. Em compensação, derrotou atrações da Rede TV! na medição do Ibope realizada na Grande São Paulo (principal praça para as decisões do mercado publicitário no País). Naquele ano, cada ponto correspondia a 58 mil telespectadores.